# Línea 250 (Interurbanos Madrid)
La línea 250 de la red de autobuses interurbanos de Madrid une Alcalá de Henares con Meco.

## Características
Esta línea une el centro urbano de Alcalá de Henares con Meco en un recorrido que dura aproximadamente 40 minutos.
A su paso también presta servicio a la Universidad de Alcalá y al Hospital Universitario Príncipe de Asturias. Particularmente, los primeros y últimos servicios del día no entran dentro del campus universitario mientras se encuentra cerrado, realizando una parada previa en la entrada del mismo y rodeándolo por la Calle 19 y la carretera M-121.
Su uso principal es acercar a los estudiantes al campus de la Universidad de Alcalá, demás de los habitantes de Meco al núcleo urbano de Alcalá de Henares y a la Estación de Alcalá de Henares.
Sirve también como complemento a la línea 222, que cuenta con pocas expediciones durante el día y sólo circula de lunes a viernes laborables. Se puede realizar el viaje hasta Alcalá de Henares con la línea 223 y luego realizar transbordo a la línea 250, que además cubre más zonas del municipio de Meco que la línea 222.
Siguiendo la numeración de líneas del CRTM, las líneas que circulan por el corredor 2 son aquellas que dan servicio a los municipios situados en torno a la A-2 y comienzan con un 2. Aquellas numeradas dentro de la decena 250 corresponden a aquellas que circulan entre Torrejón de Ardoz y Alcalá de Henares recorriendo municipios al norte de los mismos.
La línea no mantiene los mismos horarios todo el año, desde el 16 de julio al 31 de agosto se reducen el número de expediciones los días laborables entre semana (sábados laborables, domingos y festivos tienen los mismos horarios todo el año), además de los días excepcionales vísperas de festivo y festivos de Navidad en los que los horarios también cambian y se reducen.
Está operada por la empresa ALSA mediante la concesión administrativa VCM-203 - Madrid - Paracuellos de Jarama - Valdeavero (Viajeros Comunidad de Madrid) del Consorcio Regional de Transportes de Madrid.

### Sublíneas
Aquí se recogen todas las distintas sublíneas que ha tenido la línea 250. La denominación de sublíneas que utiliza el CRTM es la siguiente:
- Número de línea (250)
- Sentido de circulación (1 ida, 2 vuelta)
- Número de sublínea

Por ejemplo, la sublínea 250102 corresponde a la línea 250, sentido 1 (ida) y el número 02 de numeración de sublíneas creadas hasta la fecha.
| Ida    | Ruta | Itinerario                         | Vuelta | Ruta | Itinerario                         |
| 250101 | -    | Alcalá - Meco                      | 250201 | -    | Meco - Alcalá                      |
| 250102 | uc   | Alcalá - Meco, universidad cerrada | 250202 | uc   | Meco - Alcalá, universidad cerrada |

## Horarios

### 1 septiembre - 15 julio
| Lunes a viernes laborables              | Lunes a viernes laborables | Sábados laborables | Sábados laborables | Domingos y festivos | Domingos y festivos |
| Alcalá > Meco                           | Meco > Alcalá              | Alcalá > Meco      | Meco > Alcalá      | Alcalá > Meco       | Meco > Alcalá       |
| 05:20                                   | 05:50                      | 07:00              | 07:30              | 08:30               | 09:00               |
| 05:42                                   | 06:12                      | 08:15              | 08:50              | 09:45               | 10:20               |
| 06:04                                   | 06:34                      | 09:35              | 10:10              | 11:05               | 11:40               |
| 06:30                                   | 07:05                      | 11:05              | 11:40              | 12:35               | 13:10               |
| 06:52                                   | 07:27                      | 12:25              | 13:00              | 13:55               | 14:40               |
| 07:19                                   | 07:54                      | 13:45              | 14:20              | 15:15               | 15:50               |
| 07:50                                   | 08:25                      | 15:05              | 15:40              | 16:35               | 17:10               |
| 08:12                                   | 08:47                      | 16:25              | 17:00              | 17:55               | 18:30               |
| 08:39                                   | 09:14                      | 17:45              | 18:20              | 19:25               | 20:00               |
| 09:10                                   | 09:45                      | 19:15              | 19:50              | 20:45               | 21:20               |
| 09:32                                   | 10:07                      | 20:35              | 21:10              | 22:05               | 22:40               |
| 09:59                                   | 10:34                      | 21:55              | 22:30              |                     |                     |
| 10:40                                   | 11:15                      | 23:15              | 23:50              |                     |                     |
| 11:02                                   | 11:37                      | 23:45              | 00:20              |                     |                     |
| 11:29                                   | 12:04                      |                    |                    |                     |                     |
| 12:00                                   | 12:35                      |                    |                    |                     |                     |
| 12:22                                   | 12:57                      |                    |                    |                     |                     |
| 12:49                                   | 13:24                      |                    |                    |                     |                     |
| 13:20                                   | 13:55                      |                    |                    |                     |                     |
| 13:42                                   | 14:17                      |                    |                    |                     |                     |
| 14:09                                   | 14:44                      |                    |                    |                     |                     |
| 14:40                                   | 15:15                      |                    |                    |                     |                     |
| 15:02                                   | 15:37                      |                    |                    |                     |                     |
| 15:29                                   | 16:04                      |                    |                    |                     |                     |
| 16:00                                   | 16:35                      |                    |                    |                     |                     |
| 16:22                                   | 16:57                      |                    |                    |                     |                     |
| 16:49                                   | 17:24                      |                    |                    |                     |                     |
| 17:20                                   | 17:55                      |                    |                    |                     |                     |
| 17:42                                   | 18:17                      |                    |                    |                     |                     |
| 18:09                                   | 18:44                      |                    |                    |                     |                     |
| 18:40                                   | 19:15                      |                    |                    |                     |                     |
| 19:12                                   | 19:47                      |                    |                    |                     |                     |
| 19:39                                   | 20:14                      |                    |                    |                     |                     |
| 20:10                                   | 20:45                      |                    |                    |                     |                     |
| 20:32                                   | 21:07                      |                    |                    |                     |                     |
| 20:59                                   | 21:34                      |                    |                    |                     |                     |
| 21:30                                   | 22:05                      |                    |                    |                     |                     |
| 21:52                                   | 22:27                      |                    |                    |                     |                     |
| 22:50                                   | 23:25                      |                    |                    |                     |                     |
| 23:12                                   | 23:47                      |                    |                    |                     |                     |
| Noches de viernes y vísperas de festivo |                            |                    |                    |                     |                     |
| 23:45                                   | 00:20                      |                    |                    |                     |                     |

### 16 julio - 31 agosto
| Lunes a viernes laborables              | Lunes a viernes laborables | Sábados laborables | Sábados laborables | Domingos y festivos | Domingos y festivos |
| Alcalá > Meco                           | Meco > Alcalá              | Alcalá > Meco      | Meco > Alcalá      | Alcalá > Meco       | Meco > Alcalá       |
| 05:20                                   | 05:50                      | 07:00              | 07:30              | 08:30               | 09:00               |
| 05:55                                   | 06:25                      | 08:15              | 08:50              | 09:45               | 10:20               |
| 06:30                                   | 07:05                      | 09:35              | 10:10              | 11:05               | 11:40               |
| 07:10                                   | 07:45                      | 11:05              | 11:40              | 12:35               | 13:10               |
| 07:50                                   | 08:25                      | 12:25              | 13:00              | 13:55               | 14:40               |
| 08:30                                   | 09:05                      | 13:45              | 14:20              | 15:15               | 15:50               |
| 09:10                                   | 09:45                      | 15:05              | 15:40              | 16:35               | 17:10               |
| 09:50                                   | 10:25                      | 16:25              | 17:00              | 17:55               | 18:30               |
| 10:10                                   | 10:45                      | 17:45              | 18:20              | 19:25               | 20:00               |
| 10:40                                   | 11:15                      | 19:15              | 19:50              | 20:45               | 21:20               |
| 11:10                                   | 11:45                      | 20:35              | 21:10              | 22:05               | 22:40               |
| 11:40                                   | 12:15                      | 21:55              | 22:30              |                     |                     |
| 12:00                                   | 12:35                      | 23:15              | 23:50              |                     |                     |
| 12:40                                   | 13:15                      | 23:45              | 00:20              |                     |                     |
| 13:20                                   | 13:55                      |                    |                    |                     |                     |
| 14:00                                   | 14:35                      |                    |                    |                     |                     |
| 14:40                                   | 15:15                      |                    |                    |                     |                     |
| 15:20                                   | 15:55                      |                    |                    |                     |                     |
| 16:00                                   | 16:35                      |                    |                    |                     |                     |
| 16:40                                   | 17:15                      |                    |                    |                     |                     |
| 17:20                                   | 17:55                      |                    |                    |                     |                     |
| 18:00                                   | 18:35                      |                    |                    |                     |                     |
| 18:20                                   | 18:55                      |                    |                    |                     |                     |
| 18:50                                   | 19:25                      |                    |                    |                     |                     |
| 19:20                                   | 19:55                      |                    |                    |                     |                     |
| 20:10                                   | 20:45                      |                    |                    |                     |                     |
| 20:50                                   | 21:25                      |                    |                    |                     |                     |
| 21:30                                   | 22:05                      |                    |                    |                     |                     |
| 22:10                                   | 22:45                      |                    |                    |                     |                     |
| 22:45                                   | 23:15                      |                    |                    |                     |                     |
| 23:25                                   | 23:55                      |                    |                    |                     |                     |
| Noches de viernes y vísperas de festivo |                            |                    |                    |                     |                     |
| 23:45                                   | 00:20                      |                    |                    |                     |                     |

## Recorrido y paradas

### Sentido Meco
| Código                                                                       | Zona | Localidad         | Denominación                                             | Ubicación                               | Líneas de la parada |
| ---------------------------------------------------------------------------- | ---- | ----------------- | -------------------------------------------------------- | --------------------------------------- | ------------------- |
| 20667                                                                        |      | Alcalá de Henares | Avenida de Guadalajara - Calle Divino Valles             | Avenida de Guadalajara Nº10             | 250                 |
| 07043                                                                        |      | Alcalá de Henares | Calle de Pedro Sarmiento de Gamboa - Calle Lope de Rueda | Calle de Pedro Sarmiento de Gamboa Nº11 | 232 250 2 3         |
| 07049                                                                        |      | Alcalá de Henares | Avenida de Meco - Pabellón Deportivo                     | Avenida de Meco Nº6                     | 250 2 3             |
| 07063                                                                        |      | Alcalá de Henares | Avenida de Meco - Centro Deportivo Militar               | Rotonda Brigada Paracaidista Nº1        | 250 824 N202 1B 2 3 |
| Parada realizada cuando el campus de la Universidad de Alcalá está cerrado   |      |                   |                                                          |                                         |                     |
| 19152                                                                        |      | Alcalá de Henares | Hospital - Residencias Universitarias                    | Carretera de Meco km. 0,6               | 250 N202 1B 3       |
| Paradas realizadas cuando el campus de la Universidad de Alcalá está abierto |      |                   |                                                          |                                         |                     |
| 11789                                                                        |      | Alcalá de Henares | Universidad de Alcalá - Hospital                         | Carretera de Meco km. 0,6               | 227 232 250 824 2   |
| 19154                                                                        |      | Alcalá de Henares | Hospital - Urgencias/Extracciones                        | Carretera de Meco km. 0,7               | 227 232 250 824 2   |
| Paradas del itinerario normal                                                |      |                   |                                                          |                                         |                     |
| 11788                                                                        |      | Alcalá de Henares | Carretera M-121 - Biblioteca Nacional                    | Carretera de Meco km. 1,8               | 250 N202            |
| 07074                                                                        |      | Alcalá de Henares | Carretera M-121 - Ministerio de Educación                | Carretera de Meco km. 2                 | 250 N202            |
| 07076                                                                        |      | Alcalá de Henares | Carretera M-121 - Cruce Prisión de Alcalá Meco           | Carretera de Meco km. 2,1               | 222 250 N202        |
| 06530                                                                        |      | Alcalá de Henares | Carretera M-121 - Cruce Prisión Militar                  | Carretera de Meco km. 2,8               | 250 N202            |
| 20227                                                                        |      | Meco              | Avenida de la Unión Europea - Calle de Lituania          | Avenida de la Unión Europea Nº34        | 222 250 N202        |
| 20226                                                                        |      | Meco              | Calle Grecia - Paseo de Maastricht                       | Calle Grecia Nº5                        | 222 250 N202        |
| 11767                                                                        |      | Meco              | Avenida del Olivo - Calle de la Cabeza de Hierro         | Avenida del Olivo Nº1D                  | 222 250 N202        |
| 11774                                                                        |      | Meco              | Avenida del Olivo - Calle Somosierra                     | Avenida del Olivo Nº18                  | 222 250 N202        |
| 11782                                                                        |      | Meco              | Avenida del Olivo - Calle Cotos                          | Avenida del Olivo Nº2                   | 222 250 N202        |
| 06536                                                                        |      | Meco              | Avenida del Olivo - Avenida de la Luz                    | Avenida del Olivo Nº2                   | 222 250 N202        |
| 16436                                                                        |      | Meco              | Avenida de la Industria - Calle del Río Manzanares       | Avenida de la Industria Nº15            | 250 N202            |
| 16433                                                                        |      | Meco              | Avenida de Cervantes - Camino Bujes                      | Avenida de Cervantes Nº47               | 250 N202            |
| 10060                                                                        |      | Meco              | Avenida de Cervantes - Camino de Valdeavero              | Avenida de Cervantes Nº15B              | 250 N202            |
| 16431                                                                        |      | Meco              | Avenida de Cervantes - Calle de Valle Inclán             | Avenida de Cervantes Nº7A               | 250 N202            |
| 20675                                                                        |      | Meco              | Avenida de la Unión Europea - Calle de Francia           | Avenida de la Unión Europea Nº2         | 250 N202            |
| 20677                                                                        |      | Meco              | Avenida de la Unión Europea - Carretera de Camarma       | Avenida de la Unión Europea Nº34        | 250 N202            |
| 20786                                                                        |      | Meco              | Carretera de Camarma - Polideportivo Villa de Meco       | Carretera de Camarma Nº2                | 250 N202            |

### Sentido Alcalá de Henares
| Código                                                                       | Zona | Localidad         | Denominación                                             | Ubicación                              | Líneas de la parada | Cercanías         |
| ---------------------------------------------------------------------------- | ---- | ----------------- | -------------------------------------------------------- | -------------------------------------- | ------------------- | ----------------- |
| 20786                                                                        |      | Meco              | Carretera de Camarma - Polideportivo Villa de Meco       | Carretera de Camarma Nº2               | 250 N202            |                   |
| 20678                                                                        |      | Meco              | Avenida de la Unión Europea - Carretera de Camarma       | Avenida de la Unión Europea Nº34       | 250 N202            |                   |
| 20676                                                                        |      | Meco              | Avenida de la Unión Europea - Calle de Francia           | Avenida de la Unión Europea Nº1        | 250 N202            |                   |
| 16430                                                                        |      | Meco              | Avenida de Cervantes - Camino de Carrevillar             | Avenida de Cervantes Nº7C              | 250 N202            |                   |
| 12313                                                                        |      | Meco              | Avenida de Cervantes - Camino de Valdeavero              | Avenida de Cervantes Nº18              | 250 N202            |                   |
| 16432                                                                        |      | Meco              | Avenida de Cervantes - Calle Quevedo                     | Avenida de Cervantes Nº50              | 250 N202            |                   |
| 16434                                                                        |      | Meco              | Avenida de la Industria - Calle de Valdelacueva          | Avenida de la Industria Nº15           | 250 N202            |                   |
| 06537                                                                        |      | Meco              | Avenida del Olivo - Avenida de la Luz                    | Avenida del Olivo Nº2                  | 222 250 N202        |                   |
| 11783                                                                        |      | Meco              | Avenida del Olivo - Paseo del Sol                        | Avenida del Olivo Nº2                  | 222 250 N202        |                   |
| 11781                                                                        |      | Meco              | Avenida del Olivo - Calle del Pinar                      | Avenida del Olivo Nº20                 | 222 250 N202        |                   |
| 11766                                                                        |      | Meco              | Avenida del Olivo - Calle de Pablo Picasso               | Avenida del Olivo Nº1D                 | 222 250 N202        |                   |
| 20225                                                                        |      | Meco              | Calle Grecia - Calle Chipre                              | Calle Grecia Nº1                       | 222 250 N202        |                   |
| 20228                                                                        |      | Meco              | Avenida de la Unión Europea - Calle de Lituania          | Avenida de la Unión Europea Nº34       | 222 250 N202        |                   |
| 06531                                                                        |      | Alcalá de Henares | Carretera M-121 - Cruce Prisión Militar                  | Carretera de Meco km. 2,8              | 250 N202            |                   |
| 07075                                                                        |      | Alcalá de Henares | Carretera M-121 - Cruce Prisión de Alcalá Meco           | Carretera de Meco km. 2,2              | 222 250 N202        |                   |
| Paradas realizadas cuando el campus de la Universidad de Alcalá está abierto |      |                   |                                                          |                                        |                     |                   |
| 19153                                                                        |      | Alcalá de Henares | Hospital - Urgencias/Extracciones                        | Carretera de Meco km. 0,7              | 227 232 250 824 2   |                   |
| 11790                                                                        |      | Alcalá de Henares | Universidad de Alcalá - Hospital                         | Carretera de Meco km. 0,6              | 227 232 250 824 2   |                   |
| Parada realizada cuando el campus de la Universidad de Alcalá está cerrado   |      |                   |                                                          |                                        |                     |                   |
| 19151                                                                        |      | Alcalá de Henares | Hospital - Residencias Universitarias                    | Carretera de Meco km. 0,6              | 250 N202 1A 3       |                   |
| Paradas del itinerario normal                                                |      |                   |                                                          |                                        |                     |                   |
| 07066                                                                        |      | Alcalá de Henares | Calle de Severo Ochoa - Calle Barberán y Collar          | Calle de Severo Ochoa S/Nº             | 250 N202 1A 2 3     |                   |
| 07048                                                                        |      | Alcalá de Henares | Avenida de Meco - Pabellón Deportivo                     | Avenida de Meco Nº7                    | 250 2 3             |                   |
| 07042                                                                        |      | Alcalá de Henares | Calle de Pedro Sarmiento de Gamboa - Calle Lope de Rueda | Calle de Pedro Sarmiento de Gamboa Nº7 | 232 250 2 3         |                   |
| 07045                                                                        |      | Alcalá de Henares | Calle Ferraz - Calle Goya                                | Calle Ferraz Nº4                       | 232 250 6 7         | Alcalá de Henares |
| 20667                                                                        |      | Alcalá de Henares | Avenida de Guadalajara - Calle Divino Valles             | Avenida de Guadalajara Nº10            | 250                 |                   |